# Mohamed Al-Shehhi
Mohamed Saeed al-Shehii (tiếng Ả Rập: محمد سعيد راشد الشحي) (sinh ngày 28 tháng 3 năm 1988) là một cầu thủ bóng đá người Các Tiểu vương quốc Ả Rập Thống nhất Hiện tại anh thi đấu cho Al-Sharjah. He is nicknamed The Ghost.

## Danh hiệu
Individual
- UAE League: Rookie Of the Year 2006 - 2007.
- UAE League:Best Emirati Player 2007 - 2008.